# Margaretta Scott
Margaretta Scott (* 13. Februar 1912 in London; † 15. April 2005, ebenda) war eine britische Schauspielerin. Scott war über 70 Jahre lang am Theater und in Film und Fernsehen aktiv.

## Leben und Karriere
Scott wurde 1912 als Tochter des Musikkritikers Hugh Arthur Scott und seiner Frau Bertha Eugene geboren. Im Alter von 14 Jahren stand Scott das erste Mal auf der Theaterbühne. Sie spielte eine kleine Rolle in William Shakespeares Romeo und Julia am Strand Theatre in London. Scott studierte Schauspiel an der Royal Academy of Dramatic Art und konzentrierte sich zunächst ganz auf das Theater. So spielte sie 1931 die Ophelia in Hamlet und 1936 unter der Regie von Tyrone Guthrie die Rosaline in Verlorene Liebesmüh am Old Vic Theatre in London.
Ihr Leinwanddebüt gab Scott 1934 als Pepilla in Das Privatleben des Don Juan. 1936 spielte sie in Was kommen wird die Rolle der Roxana/Rowena. Während des Zweiten Weltkriegs trat Scott zwei Spielzeiten in Stratford-upon-Avon auf und spielte auch dort hauptsächlich in Stücken von Shakespeare. Im Jahr 1944 tourte Scott mit der Entertainments National Service Association durch Nordafrika und Italien. Neben ihren Theaterengagements drehte Scott von 1940 bis 1944 fünf Kinofilme, darunter Girl in the News und Quiet Wedding.
1946 spielte Scott die Portia in einer Fernsehverfilmung des Kaufmanns von Venedig. Während der nächsten drei Jahrzehnte war Scott sowohl im Fernsehen und im Kino, als auch auf der Theaterbühne präsent. Ab den 1960er Jahren spielte Scott am Theater vermehrt in Stücken von Oscar Wilde, zum Beispiel 1968 in Lord Arthur Saviles Verbrechen, 1974 in Eine Frau ohne Bedeutung und 1976/77 in Ein idealer Gatte. Außerdem übernahm Scott auch Rollen in verschiedenen Fernsehserien. Scott spielte unter anderem die Tante Kate in Das Haus am Eaton Place und die exzentrische Witwe Mrs. Pumphrey in Der Doktor und das liebe Vieh.
Scott war mit dem Komponisten John Wooldridge verheiratet, der im Oktober 1958 bei einem Autounfall ums Leben kam. Das Paar hatte zwei Kinder. Die Tochter Susan Wooldridge ist Schauspielerin, der Sohn Hugh Wooldridge ist Regisseur und Produzent.

## Filmografie (Auswahl)
- 1934: Das Privatleben des Don Juan (The Private Life of Don Juan)
- 1935: Peg of old Drury
- 1937: Much Ado About Nothing
- 1937: The Return of the Scarlet Pimpernel
- 1941: Atlantic Ferry
- 1944: Gaslicht und Schatten (Fanny by Gaslight)
- 1944: Der Mann aus Marokko (The Man From Morocco)
- 1952: Where’s Charley?
- 1957: Town on Trial
- 1960: Kommissar Maigret (Maigret)
- 1963: Simon Templar (The Saint; Fernsehserie, 1 Folge)
- 1969: Crescendo – Die Handschrift des Satans (Crescendo)
- 1971: Elizabeth R
- 1971: Das Haus am Eaton Place (Upstairs, Downstairs; Fernsehserie, 1 Folge)
- 1972: Gene Bradley in geheimer Mission (The Adventurer; Fernsehserie, 1 Folge)
- 1976: Das Hotel in der Duke Street (The Duchess of Duke Street)
- 1978–1990: Der Doktor und das liebe Vieh (All Creatures Great and Small; Fernsehserie, 17 Folgen)
- 1986: Jim Bergerac ermittelt (Bergerac; Fernsehserie, 1 Folge)
- 1997: The Moth (Fernsehfilm)